# Önskesats
Önskesats eller optativ sats är, vid sidan av påståendesats, frågesats och utropssats en satstyp som är definierad på basis av talarens attityd eller vilja. Mer sällan har önskesatser en etablerad morfologisk uttrycksform, men i klassisk grekiska finns ett modus, optativ, med just denna funktion. Även i vissa andra språk kan önskan uttrycks genom en verbform, och då vanligen genom konjunktiv, vilken emellertid också har andra funktioner. Jfr ty. Ich hätte gern...; sv. Eja vore vi där! Ofta inleds önskesatsen av en interjektion (ack) eller konjunktion (om, om ändå). I ryskan används i önskesatser ofta partikeln by, vilken står samman med preteritum eller infinitiv av verbet, till exempel Chot' by smert' prishla! (Ack om döden kunde komma!). Det sv. hjälpverbet må, måtte har en liknande funktion: Ja må han leva! Måtte hon komma snart!